# Hagar Olsson
Alli Hagar Olsson, född 16 september 1893 i Gustavs i Egentliga Finland, död 21 februari 1978 i Helsingfors, var en finländsk författare, litteraturkritiker, dramatiker och översättare.

## Biografi
Olsson föddes i Gustavs, i norra Åboland, där hennes far Karl Sixtus Olsson tjänstgjorde som kyrkoherde 1889–1893. Familjen flyttade redan samma år till Föglö och vid 13 års ålder flyttade hon till Räisälä på Karelska näset, där hennes far fått tjänsten som kyrkoherde. Hon gick i skola i Viborg vid Fruntimmersskolan och blev student 1913. Efter examen vid Högre svenska handelsläroverket i Helsingfors inledde hon 1914 studier i nordisk och finsk filologi vid Helsingfors universitet.
Hon gjorde sin litterära debut 1916 med romanen Lars Thorman och döden.
Hon var kritiker i bland annat Dagens Press och Svenska Pressen. Tillsammans med några andra skribenter var Olsson, som då var omkring 25 år gammal, en av de första i Finland som skrev om modern litteratur, och hon blev ganska snabbt namnkunnig.
Hagar Olsson dokumenterade tidigt sitt intresse för Eric Hermelins tolkningar av persisk litteratur och var en av de första som uppmärksammade hans litterära gärning. I Arbetare i natten (1935) har hon också en essä om Hermelins arbete.

### Relation till Edith Södergran
I januari 1919 skrev Olsson en recension av Edith Södergrans diktsamling Septemberlyran, där hon inte minst kritiserade Södergrans sätt att lägga sig i debatten innan den ens hade börjat, men också visade prov på att ha uppskattat de nietzscheanska och modernistiska dragen, vilket fick Södergran att skriva ett både passionerat och ilsket brev till henne. Det blev starten för en livslång vänskap och allians. Olssons yrkesliv har dock under många år hamnat i skuggan av vänskapen med Södergran. I Södergrans diktsamling Rosenaltaret (1919) är flera av dikterna riktade till henne där hon kallas min syster. 1940 gav hon ut Edith Södergrans Dikter med en inledande essä.
Det fanns många likheter mellan Södergran och Olsson:
- de var födda med ungefär ett års mellanrum
- de kom från mindre orter på den finska delen av Karelska näset
- deras sociala bakgrund och bildningsnivå var likartad
- de var båda nyfikna världsmedborgare som talade flera språk
- båda var fascinerade av Friedrich Nietzsche och intresserade av modernismen
- de ifrågasatte de traditionella manliga maktstrukturerna och ville föra fram "den nya kvinnan".

Till skillnad från Olsson hade Södergran dock rest runt mer i Europa och kände till mer om den samtida ryska poesin. Olsson däremot hade en bredare intressesfär och lönearbetade.
Redan i februari samma år träffades väninnorna för första gången, när Olsson besökte Raivola under några dagar. Sammanlagt skulle de komma att träffas fem gånger. Under de närmaste fyra åren fram till Södergrans död skickade hon över 90 brev till Olsson (av de 250 som finns bevarade). Dessa brev är den huvudsakliga källan till kunskap om Södergrans liv under drygt tre år, vilket är problematiskt eftersom Södergran enbart sällan beskriver sitt liv och i de fall hon gör det är mån om att visa upp en bild som en skapande konstnär. I början av brevkontakten är tonen i Södergrans brev översvallande positiv, men när Olsson visar prov på att ha ett socialt liv utanför sin relation med Södergran blir poeten alltmer irriterad och till och med svartsjuk. Olsson innebar en förändring för Södergran som i egenskap av ensambarn varit avgudad av modern och ofta fått sin vilja igenom. Olssons brev ger en nyanserad bild av Södergran som en ibland ganska besvärlig och krävande vän.
1955 gav Olsson ut delar av brevväxlingen mellan henne och Södergran, kommenterade av Olsson. Olssons brev har dock inte blivit bevarade, och det gör att hennes del i relationen är "konstruerad" i efterhand. Det var också Olsson som redigerade diktsamlingen Rosenaltaret och satte Södergran i kontakt med Elmer Diktonius i mars 1922, vilket i viss mån blev en avlastning för Hagar Olsson som intellektuell sparringpartner till Södergran.
Mot slutet av Södergrans liv gled vännerna isär och kontakten kom att handla mest om Södergrans översättningsarbete, men ett av Södergrans sista brev var till Olsson.

### Privatliv
Hagar Olsson hade ett förhållande med Kylli Siegberg (1895–1931) och under en tid levde de tillsammans.

## Författarskap
Med essäsamlingen Ny generation (1925) och Arbetare i natten (1935) blev Olsson en av 1920-talsmodernisternas viktigaste introduktörer i Finland. Hennes romaner och skådespel ger uttryck åt en radikal och kosmopolitisk livssyn – Själarnas ansikten (1917) m. fl. I senare verk som Träsnidaren och döden (1940) är hon mera vänd mot en folklig fromhet.

### Samlade upplagor och urval
- Tidig dramatik. Stockholm: Natur o. kultur. 1962. Libris 19942122. http://litteraturbanken.se/forfattare/OlssonHagar/titlar/TidigDramatik/info - Innehåll: Hjärtats pantomim ; S.O.S. ; Det blåa undret ; [Ett stycke historia / av Jörn Donner].
- Tidig prosa. Stockholm: Natur och kultur. 1963. Libris 1804922 - Innehåll: Lars Thorman och döden ; Själarnas ansikten ; Kvinnan och nåden ; [ Med Ett stycke liv / av Jörn Donner].

### Översättningar (urval)
- L. Onerva: Jungfru Marias gåva (Schildt, 1918)
- Johannes Linnankoski: Simson och Delila (Simson ja Delila) (Bonnier, 1919)
- Frans Eemil Sillanpää: Det fromma eländet: ett avslutat finskt livsöde (Hurskas kurjuus) (Svenska andelsförlaget, 1920)
- Juhani Aho: Järnvägen (Rautatie) (Bonnier, 1920)
- Maila Talvio: Tranorna (Bonnier, 1921)

## Priser och utmärkelser
- 1950 – Tollanderska priset
- 1965 – Eino Leino-priset
- 1966 – Svenska Akademiens Finlandspris
- 1968 – Pro Finlandia-medaljen[10]